# Riu Yonne
El Yonne és un riu de França, afluent del riu Sena per l'esquerra. Naix al massís de Morvan, al departament de Nièvre. Desemboca al Sena a Montereau-Fault-Yonne (Sena i Marne), després de recórrer 293 km pels departaments de Nièvre, Saona i Loira, Yonne i Sena i Marne. El riu dona nom al departament del Yonne.
El seu cabal mitjà a la desembocadura és superior a la que duu el Sena en aquell mateix indret.

## Departements i principals viles per on passa
- Nièvre (58) : Corbigny, Clamecy
- Yonne (89) : Auxerre, Joigny, Sens, Pont-sur-Yonne, Villeneuve-sur-Yonne
- Sena i Marne (77) : Montereau-Fault-Yonne

## Principals afluents
- el Beuvron (E)
- el Cure (D)
  - el Chalaux (E)
  - el Cousin (D)
  - el Vau de Bouche (D)
- el Serein (D)
- l'Armançon (D) 
  - el Brenne (D) 
    - l'Oze (D)

  - l'Armance (D)
- el Ravillon (E)
- el riu Tholon (E)
- el Vrin (E)
- el Vanne (D)